# Ajuterique
Ajuterique är en ort i Honduras.   Den ligger i kommunen med samma namn och hör till Departamento de Comayagua, i den sydvästra delen av landet, 60 km nordväst om huvudstaden Tegucigalpa. Antalet invånare är 5 354.